# Ivar Johansson
Ivar Valentin Johansson (Norrköping, 31 gennaio 1903 – Norrköping, 4 agosto 1979) è stato un lottatore svedese, specializzato sia nella lotta greco-romana che nella lotta libera.

## Palmarès
- Giochi olimpici

Los Angeles 1932: oro nella lotta greco-romana pesi welter, oro nella lotta libera pesi medi.
Berlino 1936: oro nella lotta greco-romana pesi medi.